# 限界税率
限界税率（げんかいぜいりつ）とは、課税標準の増分に対する税額の増分を意味する経済学用語である。
限界税率の計算は、課税標準の増分をΔX、税額の増分をΔTとしたならば、ΔT/ΔXとなる。限界税率というのは、累進課税では段階的に高くなり、比例税では不変であり、逆進課税では低くなる。